# 刑事事件における第三者所有物の没収手続に関する応急措置法
刑事事件における第三者所有物の没収手続に関する応急措置法（けいじじけんにおけるだいさんしゃしょゆうぶつのぼっしゅうてつづきにかんするおうきゅうそちほう、昭和38年7月12日法律第138号）は、第三者所有物の没収手続に関する日本の法律である。

## 概要
刑事事件において被告人に対する附加刑として第三者の所有物を没収する場合には、事前にその第三者に対し被告事件に参加する機会を与え、参加が許された第三者には、没収に関し、意見陳述、立証、上訴等につき原則として被告人と同一の訴訟上の権利を規定している。参加機会を与える手続がとられない限りは没収の裁判をすることができない。
検察官は公訴を提起した場合において、第三者所有物の没収を必要と認めるときは、速やかにその第三者に対し、書面により没収の対象となる裁判等の事項を告知しなければならない。第三者の所在不明等の理由により、第三者に告知をすることができないときは、検察官は事前にその第三者に対し、被告事件に参加する機会に関する事項を、検察庁の掲示場に14日間掲示して公告しなければならず、必要があるときは、官報又は新聞に掲載する方法を併せて行うことができる（2012年（平成24年）6月21日以前は、価額が5,000円に満たないことが明らかな物以外については、官報又は新聞に必ず掲載しなければならなかった）。
また、法律上没収することのできない物について、没収の裁判が確定した場合には、自己の責めに帰することのできない理由により、その裁判の言い渡し前に権利を主張することができなかった第三者に対し、事後救済の方法として、一定の要件及び手続のもとに、確定裁判の没収部分の取り消しを請求する権利を規定している。
2012年（平成24年）6月22日以降は、「被告人以外の者に帰属する電磁的記録は被告人の所有に属するものとみなす」とするみなし規定がある。
1962年（昭和37年）11月28日、第三者所有物没収事件で最高裁判所が「第三者の所有物について告知・弁解・防禦の機会を与えることなくその所有権を奪うことは適正な法手続きによらないものであり、日本国憲法第29条が規定する財産権を侵害する」とする違憲判決を出したことが契機となり、障害を除去するための必要最小限度の応急措置を講ずるため、第三者保護のための手続規定を設けるにとどめた法律として1963年7月に国会で成立した。
そのため、将来において刑法改正作業によって、没収制度が抜本的に整備された際には廃止が見込まれているが、この法律に規定された制度は、現在も存続している。